# Elizer Jadkovski
Elizer Jadkovski (rođen 11. septembra 1979) američki je istraživač veštačke inteligencije i pisac o teoriji odlučivanja i etici, najpoznatiji po popularizaciji ideja vezanih za prijateljsku veštačku inteligenciju. On je osnivač i istraživač na Institutu za istraživanje mašinske inteligencije (MIRI), privatne istraživačke neprofitne organizacije sa sedištem u Berkliju u Kaliforniji. Njegov rad na perspektivi odbegle eksplozije obaveštajnih podataka uticao je na knjigu filozofa Nika Bostroma iz 2014. Superinteligencija: putevi, opasnosti, strategije.

## Akademske publikacije
- Yudkowsky, Eliezer (2007). „Levels of Organization in General Intelligence” (PDF). Artificial General Intelligence. Berlin: Springer.
- Yudkowsky, Eliezer (2008). „Cognitive Biases Potentially Affecting Judgement of Global Risks” (PDF).  Ур.: Bostrom, Nick; Ćirković, Milan. Global Catastrophic Risks. Oxford University Press. ISBN 978-0199606504.
- Yudkowsky, Eliezer (2008). „Artificial Intelligence as a Positive and Negative Factor in Global Risk” (PDF).  Ур.: Bostrom, Nick; Ćirković, Milan. Global Catastrophic Risks. Oxford University Press. ISBN 978-0199606504.
- Yudkowsky, Eliezer (2011). „Complex Value Systems in Friendly AI” (PDF). Artificial General Intelligence: 4th International Conference, AGI 2011, Mountain View, CA, USA, August 3–6, 2011. Berlin: Springer.
- Yudkowsky, Eliezer (2012). „Friendly Artificial Intelligence”.  Ур.: Eden, Ammon; Moor, James; Søraker, John;  . Singularity Hypotheses: A Scientific and Philosophical Assessment. The Frontiers Collection. Berlin: Springer. стр. 181–195. ISBN 978-3-642-32559-5. doi:10.1007/978-3-642-32560-1_10.
- Bostrom, Nick; Yudkowsky, Eliezer (2014). „The Ethics of Artificial Intelligence” (PDF).  Ур.: Frankish, Keith; Ramsey, William. The Cambridge Handbook of Artificial Intelligence. New York: Cambridge University Press. ISBN 978-0-521-87142-6.
- LaVictoire, Patrick; Fallenstein, Benja; Yudkowsky, Eliezer; Bárász, Mihály; Christiano, Paul; Herreshoff, Marcello (2014). „Program Equilibrium in the Prisoner's Dilemma via Löb's Theorem”. Multiagent Interaction without Prior Coordination: Papers from the AAAI-14 Workshop. AAAI Publications. Архивирано из оригинала 15. 4. 2021. г. Приступљено 16. 10. 2015.
- Soares, Nate; Fallenstein, Benja; Yudkowsky, Eliezer (2015). „Corrigibility” (PDF). AAAI Workshops: Workshops at the Twenty-Ninth AAAI Conference on Artificial Intelligence, Austin, TX, January 25–26, 2015. AAAI Publications.

## Napomene
1. ↑  Or Solomon

## Spoljašnje veze
- Zvanični veb-sajt
- Rationality: From AI to Zombies (entire book online)